# Csurgay Ferenc
Csurgay Ferenc (Horváth Ferenc) (Cegléd, 1772 – 1852) református lelkész.

## Élete
Csurgay Horváth András földbirtokos fia volt. Tanult szülővárosában és a Debreceni Református Főiskolában, ahol teológiát tanult, majd Poroszlón (Heves vármegye) lett három évig akadémikus tanító, azután református káplán volt Átányon; innét Vattára, majd Hejőszalontára (Borsod vármegye) ment rendes lelkésznek.

## Munkái
Szem erénye az égi testek körül, mely az égi testekre emelt szemnek a közönséges megtekintésnél többet érő alapos nézésében áll. Népértelmi s erkölcsi nevelőűl népszerűen előadva. Miskolcz, 1845.